# Kamienica (Powiat Limanowski)
Kamienica ist ein Dorf sowie Sitz der gleichnamigen Landgemeinde im Powiat Limanowski der Woiwodschaft Kleinpolen in Polen.

## Geographie
Der Ort liegt in der waldreichen Landschaft der Inselbeskiden (polnisch Beskid Wyspowy). Die Höhenlage des Dorfs liegt zwischen 450 und 670 Metern. Durch den Ort fließt das Flüsschen Kamienica Gorczańska. Die Grenze zur Slowakei ist etwa 25 Kilometer entfernt.

## Geschichte
1931 brannte die hölzerne Kirche des Ortes ab. Von 1932 bis 1937 wurde eine neue Pfarrkirche errichtet, sie ist allerdings in Stein gefertigt und nicht mehr in Holz. In den Jahren 1975–1998 gehörten Dorf und Region zur Woiwodschaft Nowy Sącz.

## Kultur und Sehenswürdigkeiten

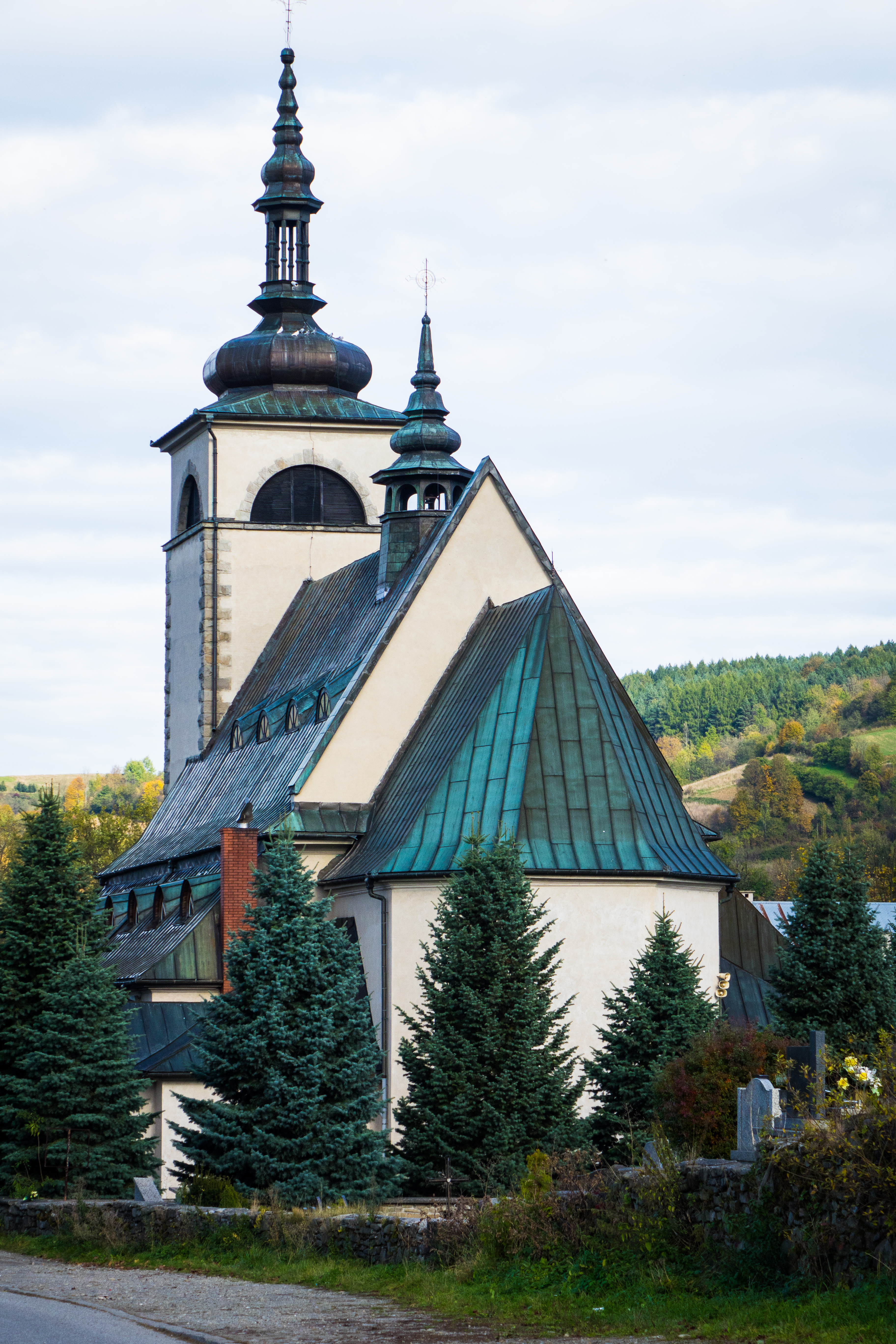
Pfarrkirche von 1937

### Kulturdenkmale
- Park des Herrenhauses (Ogród dworski) in Kamienica

### Sehenswürdigkeiten
- Pfarrkirche
- Herrenhaus

### Söhne und Töchter des Ortes
- Czesław Kukuczka (1935–1974), Todesopfer an der Berliner Mauer